# Acacia lacustris
Acacia lacustris é uma espécie de leguminosa do gênero Acacia, pertencente à família Fabaceae.